# Selek
Selek ist ein türkischer männlicher Vorname und Familienname.

## Namensträger

### Familienname
- Deniz Selek (* 1967), deutsch-türkische Autorin und Illustratorin
- Pınar Selek (* 1971), türkische Schriftstellerin und Soziologin

## Belege
1. ↑  Selek im Namenswörterbuch der türkischen Sprache (türk.)